# 馬自達ICONIC SP
馬自達ICONIC SP（日语：マツダ·ICONIC SP；Mazda ICONIC SP）是日本馬自達於2023年日本移動展（東京車展前身）所發表的概念車。雖然搭載了Rotary-EV型雙轉子引擎，但特別的是當作增程發電機之用。

## 概要
車門開啟方式為天鵝車門，車頭燈採用掀蓋式設計，令人聯想起1980年代流行的上掀式頭燈。綜效馬力達365hp的Rotary-EV型雙轉子引擎置於車身中央，達到50：50的低重心比例。燃料可使用氫能源，並使用碳中和燃料發電。同時，在戶外休閒或緊急災難時，該車亦能供應電源。

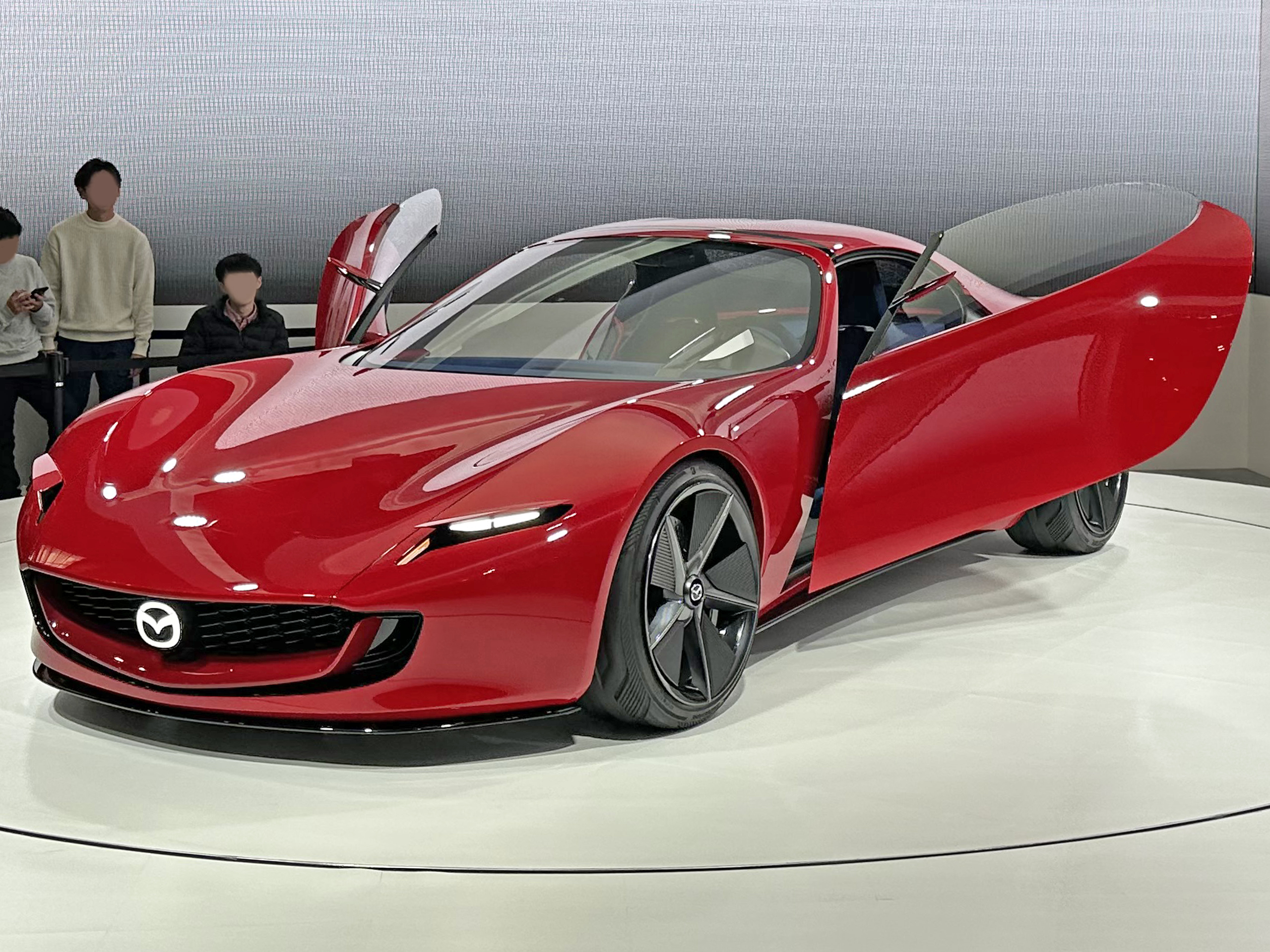
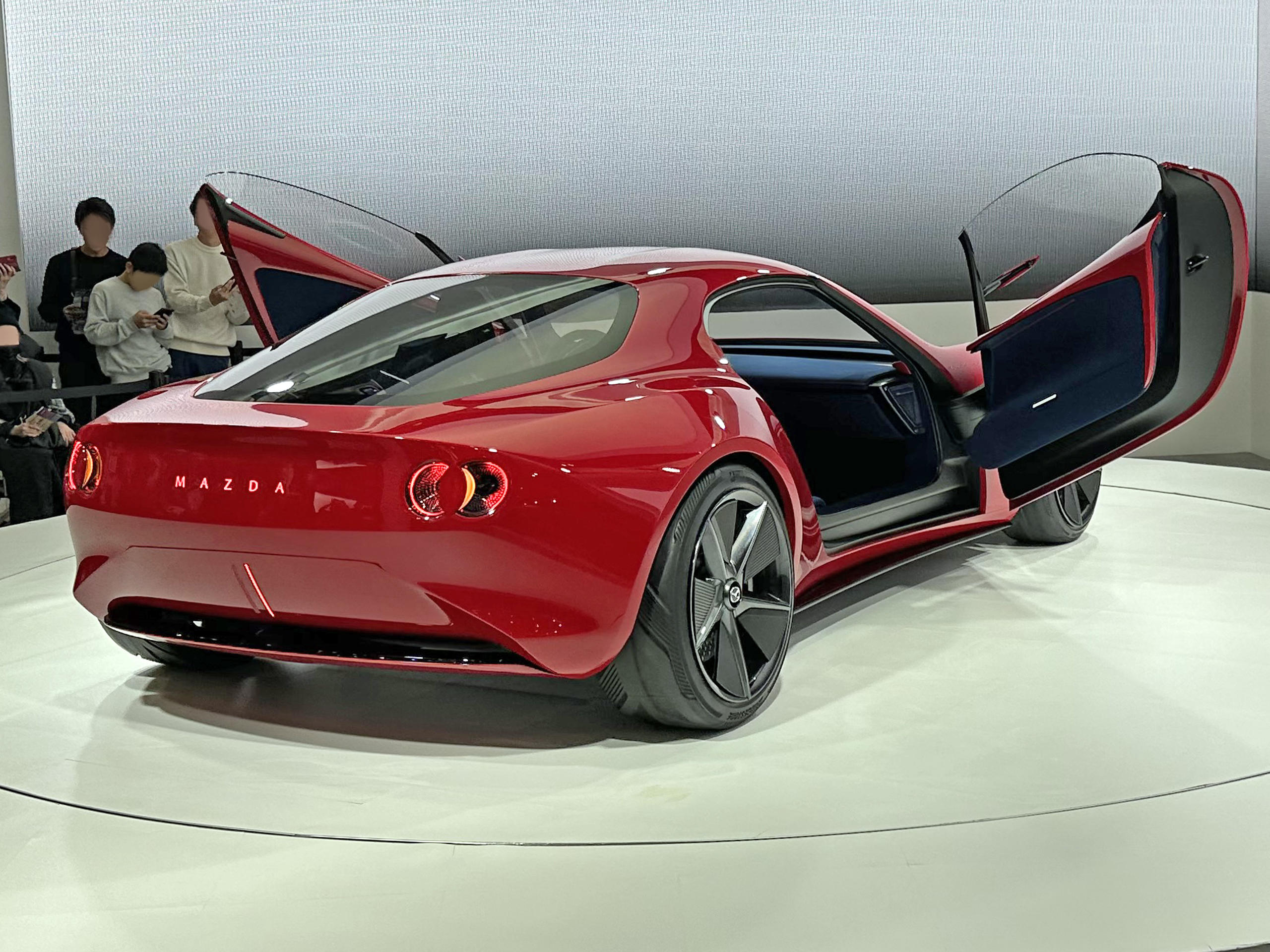

## 外部連結
- （日語）コンパクトスポーツカーコンセプト「MAZDA ICONIC SP」を世界初公開 （页面存档备份，存于）
- CarStuff：2023日本移動展：搭載雙轉子引擎EV動力組合，Mazda ICONIC SP全球首發